# Badger Manufacturing Company
Badger Manufacturing Company war ein US-amerikanischer Hersteller von Automobilen.

## Unternehmensgeschichte
J. D. Termaat und Louis J. Monahan betrieben die Motorengesellschaft Termaat & Monahan Company in Oshkosh in Wisconsin. 1909 gründeten sie zusammen mit H. Homer Fahrney das separate Unternehmen in der gleichen Stadt zur Produktion von Automobilen. Der Markenname lautete TMF. Noch 1909 endete die Produktion. Insgesamt entstanden nur wenige Fahrzeuge.

## Fahrzeuge
Das einzige Modell war ein Highwheeler.